# Кольцов, Александр Николаевич (актёр)
Александр Николаевич Кольцов (род. 20 мая 1973, Рыбинск) — российский актёр театра и кино. Почётный деятель искусств города Москвы (2016).

## Биография
Родился в Рыбинске Ярославской области.
Мать, Кольцова (Кочкина) Инна Николаевна (17.10.1935~31.10.2021), преподаватель русского языка и литературы, отец, Кольцов Николай Васильевич (13.01.1935~02.05.2019), ветеран труда, более сорока лет проработал на знаменитом в бывшем СССР предприятии «Рыбинские моторы», организатор и первый председатель рыбинского отделения Международной ассоциации общественных организаций блокадников города-героя Ленинграда. Брат — Кольцов Николай Николаевич (11.06.1959~10.10.2014).
В школьные годы занимался в известных в области коллективах «Радостное детство» (х\р В. А. Румянцев) и «Ансамбль хореографических миниатюр» (х\р Ю. В. Калашников). Окончил Рыбинскую музыкальную школу № 7 по классу скрипки.
Поступил на факультет русской филологии и истории мировой культуры Ярославского педагогического университета им. Ушинского, проходил спецкурсы по искусствоведению и культурологии под руководством профессора Т. С. Злотниковой.
Танцевал в Народном Ансамбле танца «Молодость» (х/р Г. М. Белова), в составе которого побывал впервые на зарубежных гастролях — в Испании, Франции, дважды в Чили.
После третьего курса переводится на заочное отделение университета и поступает в Ярославский театральный институт, а ещё через год становится студентом РАТИ(ГИТИС), поступив в актёрско-режиссёрскую мастерскую профессора, нар.арт. СССР Г. П. Ансимова.
После окончания театральной академии продолжает обучение в Магистратуре РАТИ (ГИТИС), которую окончил в 2001 году, защитив степень Магистра по направлению «Театральное искусство».

## Творческий путь
Начиная с 1998 г. Александр делает первые шаги на профессиональной сцене сразу нескольких столичных театров: Московского детского музыкального театра «Экспромт» , Московского областного драматического театра им. Островского, Театра-кабаре «Летучая мышь» п\р Г.Гурвича, московского музыкального театра «На Басманной».
В 2001 году он проходит кастинг в первый отечественный классический (то есть созданный по бродвейским театральным технологиям) мюзикл «Норд-Ост», где в течение сезона 2001—2002 гг. создаёт целый ряд запоминающихся образов (Иван Григорьев, Штурман и др.).
В 2003 году этот проект удостаивается Национальной Театральной премии «Золотая Маска» как лучший спектакль сезона, а в 2004 г. Александра приглашают принять участие в церемонии открытия 10-го юбилейного Национального Театрального фестиваля «Золотая Маска»: на главной арене Московского цирка Никулина на Цветном бульваре актёр исполняет концертную версию сцены Кати и Сани из мюзикла «НОРД-ОСТ» в дуэте с засл.арт. РФ Екатериной Гусевой.
В сезоне 2002—2003 гг., пройдя всероссийский кастинг из пяти тысяч человек, А.Кольцов участвует в первом оригинальном бродвейском мюзикле, поставленном в России на сцене Московского государственного театра Эстрады, — «CHICAGO», исполняя наряду с Филиппом Киркоровым главную роль — адвоката Билли Флинна.
В 2003 году исполняет одну из главных ролей (Он) в спектакле «Упаковка» И.Буйловой и Е.Богданович (Театральный Центр «Основа», на сцене МТЮЗа).
В 2003—2004 гг. Александр пробует свои силы в качестве театрального обозревателя, публикуя под литературным псевдонимом «Александр Ринг» ряд статей, посвящённых проблемам музыкального театра (журнал «Столичный стиль», ООО «СТС-пресс»)
В 2004—2005 гг. принимает участие в записи аудиокниг с литературной классикой («Барышня-крестьянка» А. С. Пушкина в серии «Час русской классики», «Остров сокровищ» Р. Л. Стивенсона и др. — производство студии «Парафраз», ООО «Контр-Медиа групп»).
С 2004 г. артист ведёт активную концертную деятельность. В качестве солиста шоу-проекта «Мюзикл. Ру» (продюсерская компания «A+A Production») много гастролирует по городам России и за рубежом (страны Балтии, Турция, Кипр).
Как солист и ведущий А.Кольцов регулярно участвует во многих театрально-концертных и благотворительных мероприятиях на лучших площадках Москвы: Государственном Кремлёвском Дворце (Праздничный концерт, посвящённый Дню защитника Отечества — 2006 г.), Большом Зале Дома Правительства Российской Федерации (благотворительные мероприятия — 2007—2009 гг.), Большом зале Мэрии г. Москвы (благотворительные мероприятия 2007, 2010 гг.), Концертном зале им. П. И. Чайковского (Юбилейный бенефис нар.арт. РФ А. И. Стрельченко — 2008 г.), Центральном Доме Работников Искусств (творческие вечера мастеров искусств — 2007—2009 гг.), Театральном Центре им. Вс. Мейерхольда и Литературном музее им. А. С. Пушкина (Театрально-концертные программы Благотворительного фонда им. Вс. Мейерхольда «Ночная фантазия на тему „Собаки“», «Эти песни ковали Победу!», «Они дошли до Берлина» — 2006—2008 гг.), Концертном зале Академического ансамбля песни и пляски им. А. В. Александрова (Проект Министерства обороны РФ «Гимн дому твоему» — 2007 г.), Государственном музее-гуманитарном центре «Преодоление» им. Н.Островского (концертные программы театра «На Басманной» и др. — 2006—2009 гг.), в «Крокус Сити Холле» («Лучшее. Юрий Визбор», 2012 г.) и др.
Начиная с 2006 г. А.Кольцов возобновляет творческое сотрудничество с Московским музыкальным театром «На Басманной», создав на его сцене целый ряд новых образов: Принц Фердинанд — «Спящая красавица» В.Архипова по сказке Ш.Перро) с музыкой П. И. Чайковского и М. П. Мусоргского, Алексей Берестов — «Леди Акулина» А.Покидченко по повести А. С. Пушкина «Барышня-крестьянка»), Князь Гвидон — «Сказка о царе Салтане» по мотивам одноимённых поэмы А. С. Пушкина и оперы Н. А. Римского-Корсакова, Анри — «Фиалка Монмартра» И.Кальмана, Герман — «Любовь моя, Роз-Мари! (репортаж из прерий)» Ю.Алябова по мотивам оперетты Фримля и Стотгартда «Роз-Мари». Выезжает с гастролями театра в С-Петербург, страны Балтии, Израиль.
В 2007 году принимает участие в спектакле «Сон в летнюю ночь» У.Шекспира с музыкой К.Орфа, созданном при поддержке проекта Комитета по культуре г. Москвы «Открытая Сцена» (Лизандр, Основа, Пирам; на сцене театра «ГИТИС»), в 2008 г. — сыграл роль Дзампано в спектакле по мотивам фильмов Ф.Феллини «Дорога» А.Мацко (на сцене ТЦ им. Вс. Мейерхольда), принимал участие в озвучивании культурно-просветительских программ, посвящённых В.Хлебникову, М.Волошину, творчеству художников-конструктивистов(по заказу телеканала «Культура»). Преподавал на режиссёрском факультете РАТИ(ГИТИС) в мастерской профессора С. А. Голомазова.
С 2011 году сотрудничает с Театром музыки и поэзии п/р Елены Камбуровой.
В 2009—2010 гг. принимает участие в телевизионных программах ТО «Игра» — «Культурная революция» (т/к «Культура») и «Жизнь прекрасна!» («СТС»).
С 2015 г. участвует в программе «Романтика романса» (т/к «Культура»).
А.Кольцов — член Союза Театральных деятелей РФ (с 2007 г.)
В 2008 году награждён Благодарностью Профсоюзного комитета Администрации Президента Российской Федерации, Аппарата Правительства Российской Федерации, Аппарата Совета Федерации Федерального Собрания Российской Федерации, Счётной Палаты Российской Федерации и Управления делами Президента Российской Федерации, в 2011 и 2014 гг. — Почётной грамотой Департамента культуры г. Москвы, в 2022 г. — Благодарностью Министра культуры РФ.
Указом Мэра Москвы от 14 ноября 2016 г. № 69-УМ Александру Кольцову присвоено звание «Почётный деятель искусств города Москвы».

## Театральные работы

### Текущий репертуар
- «TERRA ГУЭРРА. Каприччио» реж. И.Поповски, театр музыки и поэзии п/р Е.Камбуровой
- «СТИХИйный XXI век» реж. Д.Сорокотягин, театр музыки и поэзии п/р Е.Камбуровой
- «Нелепо, смешно, безрассудно» (Ким-концерт) реж. И.Поповски, театр музыки и поэзии п/р Е.Камбуровой
- «Тишина за Рогожской заставою…» реж. А.Марченко, театр музыки и поэзии п/р Е.Камбуровой
- «Капли датского короля» (посвящение Б.Окуджаве) реж. И.Поповски, театр музыки и поэзии п/р Е. Камбуровой
- «Снился мне сад…» (по пьесе В.Жука и Е.Покорской «Перед грозой.1904») реж. О.Анохина, роль — поручик Ипатьев, театр музыки и поэзии п/р Е. Камбуровой
- «Здравствуйте, я ваша тётя!» (А.Бараев) реж. Ж.Тертерян, роль — полковник Фрэнсис Чеснэй, Московский музыкальный театр «На Басманной»
- «Волшебная лампа Аладдина» (Ю.Алябов) реж. В.Архипов, роль — визирь Джафар, Московский музыкальный театр «На Басманной»
- «Капитанская дочка» (О. и А.Петровы, по повести А. С. Пушкина) роль — Алексей Иванович Швабрин, Московский музыкальный театр «На Басманной»
- «Фиалка Монмартра» (И.Кальман) реж. Ж.Тертерян, роль — Анри, Московский музыкальный театр «На Басманной»

### Архивные спектакли
- «История любви» реж. А.Франдетти, роль — Фил Кавиллери, ПЦ «Имэджин Продакшн»
- «Кот в сапогах» (Г. Сапгира и С. Прокофьевой по сказке Ш. Перро, музыка Ю.Алябова) реж. Ж. Тертерян, роль — Кот, Московский музыкальный театр «На Басманной»
- «МЮЗИКЛ.РУ» (шоу-проект) реж. А.Хорошева, солист, с 2004 г., ПК «А+А Production»
- «MAMMA MIA!» роль — Билл Остин, отец Александр, 2012—13 гг., «Стейдж Энтертейнмент»
- «Леди Акулина» (А. Покидченко, по повести А. С. Пушкина «Барышня-крестьянка») реж. Ж.Тертерян, роль — Алексей Берестов, Московский музыкальный театр «На Басманной»
- «Спящая красавица» (по сказке Ш.Перро) автор и реж. В.Архипов, роль — Принц Фердинанд, Московский музыкальный театр «На Басманной»
- «Дорога» (фантазия на темы Ф. Феллини и Н. Рота) реж. и балетмейстер А.Мацко, роль — Дзампано, 2008—09 гг., ТЦ им. Вс. Мейерхольда
- «Сон в летнюю ночь» (У. Шекспир, К. Орф) реж. Н. Анастасьева, роли — Лизандр, Пирам, Основа, 2008 г., Театр «ГИТИС», проект СТД РФ «Открытая сцена»
- «Ночная фантазия на тему „Собаки“ (театрально-поэтическое представление по произведениям поэтов Серебряного века) реж. А. и Л.Леонтьевы, роль — Гумилёв, 2005—06 гг., Литературный музей им. А. С. Пушкина, Благотворительный фонд им. Вс. Мейерхольда
- „Милая Чарити“ (Сай Коулмэн) реж. А.Мацко, роль — Витторио Витали, 2003—04 гг., Театр „ГИТИС“, режиссёрская мастерская профессора Р. Г. Виктюка
- „Однажды в Чикаго“ (мюзикл) роли — Билли Флинн, Эймос, Гарри, 2004—2009 гг.
- „Упаковка“ (И.Буйлова, Е.Богданович) реж. Е.Богданович, роль — ОН, 2003 г., МТЮЗ, ТЦ „Основа“
- „CHICAGO“ (Дж. Кандер) реж. — Б.Фосс, Э.Рейкинг, роли — адвокат Флинн, сержант Фоггарти, Мартин Харрисон, 2002—03 гг., Московский театр Эстрады, ПК „Filipp Kirkorov Production“
- „НОРД-ОСТ“ (мюзикл, авторы и реж. — А.Иващенко, Г.Васильев) роли — Иван Григорьев, Штурман, ансамбль, 2001—02 гг., ТЦ „На Дубровке“, ОАО „Линк“
- „Великая иллюзия“ реж. Г. Гурвич, ансамблевые роли, 2001 г., Московский театр-кабаре „Летучая мышь“
- „Стойкий оловянный солдатик“ (Э. Григ, Н. Тимофеева по сказке Х. К. Андерсена) реж. Н.Тимофеева, роль — Солдатик, 1998—2001 гг., Московский детский музыкальный театр „Экспромт“
- „Фиалка Монмартра“ (И. Кальман) реж. Ж.Тертерян, роль — Марсель, 1998—2001 гг., Московский детский музыкальный театр „Экспромт“
- „Поклон! Ещё поклон!“ (по пьесе Ж.Ануя „Оркестр“) реж. А. Сучков, роль — Лили, 1999 г., Московский областной драм.театр им. Островского

### Учебный театр „ГИТИС“
- „Амуры в снегу“ (Ю. Ким, Г.Ауэрбах по пьесе Д.Фонвизина „Бригадир“) реж. Е.Гранитова, роль — капитан Гвоздилов, 1998 г., Учебный театр „ГИТИС“, мастерская профессора О. Л. Кудряшова
- „НЕклассическая оперетта“ реж. С.Терехов, роль — Пастор, 1998 г., Учебный театр „ГИТИС“ (актёрско-режиссёрская мастерская профессора Г. П. Ансимова)
- „Синяя Борода“ (Ж.Оффенбах) реж. Г. Ансимов, роль — Пополани, 1998 г., Учебный театр „ГИТИС“ (актёрско-режиссёрская мастерская профессора Г. П. Ансимова)
- „Месяц в деревне“ (И. С. Тургенев) реж. Н.Анастасьева, роль — Беляев, 1996 г., Учебный театр „ГИТИС“ (актёрско-режиссёрская мастерская профессора Г. П. Ансимова)
- „Умница“ (К.Орф) реж. Н.Анастасьева, роль — Погонщик мула, 1997 г., Учебный театр „ГИТИС“ (актёрско-режиссёрская мастерская профессора Г. П. Ансимова) совместно с Московским Академическим Камерным музыкальным театром п/р Б. А. Покровского.
- „Скрипач на крыше“ (Дж. Бокк, Шолом-Алейхем) реж. Г.Ансимов, роль — Мотл Камзол, 1997 г., Учебный театр „ГИТИС“ (актёрско-режиссёрская мастерская профессора Г. П. Ансимова)
- „Жить хочется чертовски…“ (по пьесам А. П. Чехова) реж. Г.Ансимов, роли — Лопахин, Федотик, 1996 г., Учебный театр „ГИТИС“ (актёрско-режиссёрская мастерская профессора Г. П. Ансимова)

## Кинороли
- „Алиса против правил-2“» (2021 г., реж. С. Краснов, роль — Антон Селивёрстов)
- «Тень за спиной» (2021 г., реж. А. Писаненко, роль — Орлов)
- «Коридор бессмертия» (2019 г., реж. Ф. Попов, роль — Константин)
- «Легенда Феррари» (2019 г., реж. К.Максимов, роль — Джузеппе Ринальди)
- «Полицейский роман» (2019 г., реж. Н.Хлопецкая, роль — подполковник Радюгин)
- «Старая гвардия» (2019 г., реж. Н.Хлопецкая, роль — Станислав Казин, адвокат)
- «Морозова-2» (2018 г., серии 47-48, реж. И.Щеголев, С.Лесогоров, роль — Лобачёв, адвокат)
- «Ищейка 2» (2018 г., серия 6, реж. Дмитрий Брусникин, роль — Алексей Анатольевич, пластический хирург)

- «Воронины» (2017 г., сезон 19, серия 16, реж. А.Жигалкин, роль — граф Влад Тютюрин)

- «Последний из Магикян» (2015 г., сезон 5, серия 3, реж. А.Сахелашвили, роль — Олег, покупатель дома)

- «Лондонград. Знай наших!» (2015 г., серия 27, реж. К.Кузин, роль — Герман Лопахин, балетмейстер)

- «Школа выживания от одинокой женщины с тремя детьми в условиях кризиса» (2015 г., серия «Звериная натура», реж. С.Дурсунов, роль — Модест)

- «Красная королева» (2015 г., реж. А.Семёнова, роль — Жильбер Беко)

- «Эти глаза напротив» (2015 г., реж. С.Комаров, роль — Борис)

- «И шарик вернётся» (2015 г., реж. В.Девятилов, роль — Станислав Сергеевич, зав.отделением)

- «С чего начинается Родина» (2014 г., реж. Р.Кубаев, роль — аналитик ГРУ)

- «Практика» (2014 г. , реж. А.Силкин, серия 30, «Любовное помутнение», роль — Иван Зворыкин)

- «Карпов» (2012 г., реж. И.Ромащенко, роль — Хижняк)

- «Страна 03» (2012 г., реж. С.Лесогоров, роль — Петр Семенович Сорокин, дежурный врач)

- «Всегда говори „всегда“ — 8» (2012 г., реж. И.Мужжухин, роль — Василий Симонов, юрист)

- «Твой мир» (серия «Шлем Амазонки», 2012 г., реж. Е.Двигубская, роль — импресарио боев без правил)

- «СК» (серия «Черный полковник», 2012 г., реж. Ю.Попович, роль — Виктор Семенов)

- «Загадка для Веры» (2011 г., реж. Н.Родионова, роль — издатель-мошенник)

- «Говорит полиция!» (серия «Второй план», 2011 г., реж. А.Гребенкин, С.Талыбов, роль — Вадим Михеев, актёр)

- «Девичья охота» (2011 г., реж. С.Мезенцев, У.Баялиев и др., роль — Эдуард Вишневский, ювелир)

- «Мент в законе-4» (серия «Игра на выбывание», 2011 г., реж. В.Падалка, роль — Олег)

- «Охраняемые лица» (3—8 серии, 2011 г., реж. Д.Кузьмин, роль — Олег Маренич, оперативник)

- «Судмедэксперты» (2011 г., реж. С.Морозов, роль — Алексей Майоров, эксперт-танатолог)

- «Пусть не кончается любовь» (2010 г., реж. Т.Егерева, роль — Христофор)

- «Дикий-2» (2010 г., реж. А.Мазунов, роль — Евгений Есипенко)

- «Дом образцового содержания» (2008—10 гг., реж. Л.Белозорович, роль — Александр Дратва)

- «Наши соседи» (2010 г., реж. Д.Гольдман, роль — Виктор Сергеевич Малкин, врач)

- «Женщина-зима» (2009 г., реж. С.Комаров, роль — Петров, ст.лейтенант)

- «Варенька. Испытание любви» (2009 г., реж. В.Девятилов, роль — Геннадий)

- «Кармелита. Цыганская страсть» (2009—2010 гг., реж. Е.Цыплакова, роль — Рыч-Богдан)

- «Всё, что нужно — это любовь» (2008 г., реж. К.Кондрашина, роль — Барон де Ганье)

- «Школа № 1» (2007 г., реж. К.Белевич, роль — Александр Николаевич, директор школы)

- «Если у вас нету тёти» (2007 г., реж. Г.Сальгарелли, роль — Олег)

- «Солдаты-12» (2007 г., реж. В.Николаев, Е.Клейнот, роль — Хигеров, ефрейтор)

- «Проклятый рай» (2007 г., реж. И.Коробейников, роль — Альберт Ковальский)

- "Агентство «Алиби» (серия «Голый мужик», 2007 г., реж. П.Сафонов, роль — Виктор Лопушинский, журналист)

- «Трое сверху» (серия «Соперницы», 2006 г., реж. А.Ануров, роль — Борис Градов)

- «Папенькин сынок» (15 серия, 2006 г., реж. Р.Новикова, роль — учитель танцев)

- «Острог. Дело Фёдора Сеченова» (2006 г., 35 серия, реж. С.Данелян, роль — Якут)

- «Граф Монтенегро» (2006 г., реж. М.Мигунова, роль — Богуш)

- "Псевдоним «Албанец» (2006 г., реж. Р.Кубаев, роль — Костас Алексиу)

- «Кто в доме хозяин?» (2006 г., реж. Э.Радзюкевич, роль — Топов, доктор)

- «Далеко от Сансет-бульвара» (2006 г., совм. с Францией, реж. И.Минаев, роль — Курганов)

- «Криминальные игры» (2005 г., серия «Проводники жизни», реж. Д.Сорокин, роль — Сергей Старцев, топ-менеджер)

- «Фирменная история» (2005 г., реж. С.Арланов, роль — Руслан Андропов)

- «Новый русский романс» (2005 г., реж. А.Праченко, роль — Александр Белозёров, бизнесмен)

- «Взрыв на рассвете» (2005 г., реж. В.Воробьёв, роль — Андреев, майор)

- «Кармелита» (2005 г., реж. Р.Кубаев, роль — Рыч-Богдан)

- «Моя прекрасная няня» (серия «Шерше ля фам», 2004 г., реж. Э.Радзюкевич, роль — репетитор Андрэ)

- «Ключи от бездны: Операция „Голем“» (2004 г., реж. С.Русаков, роль — Манжет)

- «Яды, или Всемирная история отравлений» (2001 г., реж. К.Шахназаров, эпизод)

- «Бедная Лиза» (1998 г., США, реж. С.Цукерман, эпизод)

## Пресса
- Интервью Александра Кольцова для сайта «РусКино». Архивировано из оригинала 27 июня 2012 года.
- "Смоленск посетила звезда «Кармелиты» (интервью для газеты «Рабочий путь»)
- «Звезда сериала „Кармелита“ не жалеет о гибели своего героя» (интервью для «Экспресс-газеты»)
- Интервью для газеты «ТелеМир». Архивировано из оригинала 6 ноября 2014 года.
- Александр Кольцов: «Наступает момент, когда хочется выйти за рамки» (Интервью для газеты «Моя семья»)